# Keith Fahey
Keith Fahey (Dublino, 15 gennaio 1983) è un ex calciatore irlandese, centrocampista.

## Carriera
Da giovanissimo disputa un provino nell'Arsenal per poi finire nelle giovanili dell'Aston Villa e dei Villans Fahey. Decide quindi di tornare in Irlanda, viste le difficoltà nel trovare un posto nel club inglese.
Tornato in patria diventa titolare del St. Patrick's Athletic, club di Premier Division con il quale, nei preliminari di Coppa UEFA del 2008, attira su di sé l'attenzione del Birmingham City, che lo acquista nel gennaio 2009.
Fahey contribuisce alla promozione della squadra in Premier League realizzando 4 gol in 20 partite.

## Palmarès

### Club

#### Competizioni nazionali
- Coppa di Lega inglese: 1

Birmingham City: 2010-2011
- Supercoppa d'Irlanda: 1

St Patrick's: 2014

### Individuale
- Calciatore dell'anno (PFAI): 1

2008